# Parietaria officinalis
La cañarroya o parietaria (Parietaria officinalis) es una especie de plantas de flores perteneciente a la familia Urticaceae. Se extiende por Europa central y meridional, Asia occidental y norte de África. Es una planta muy común que crece en paredes de edificios abandonados, viejos muros y ruinas.

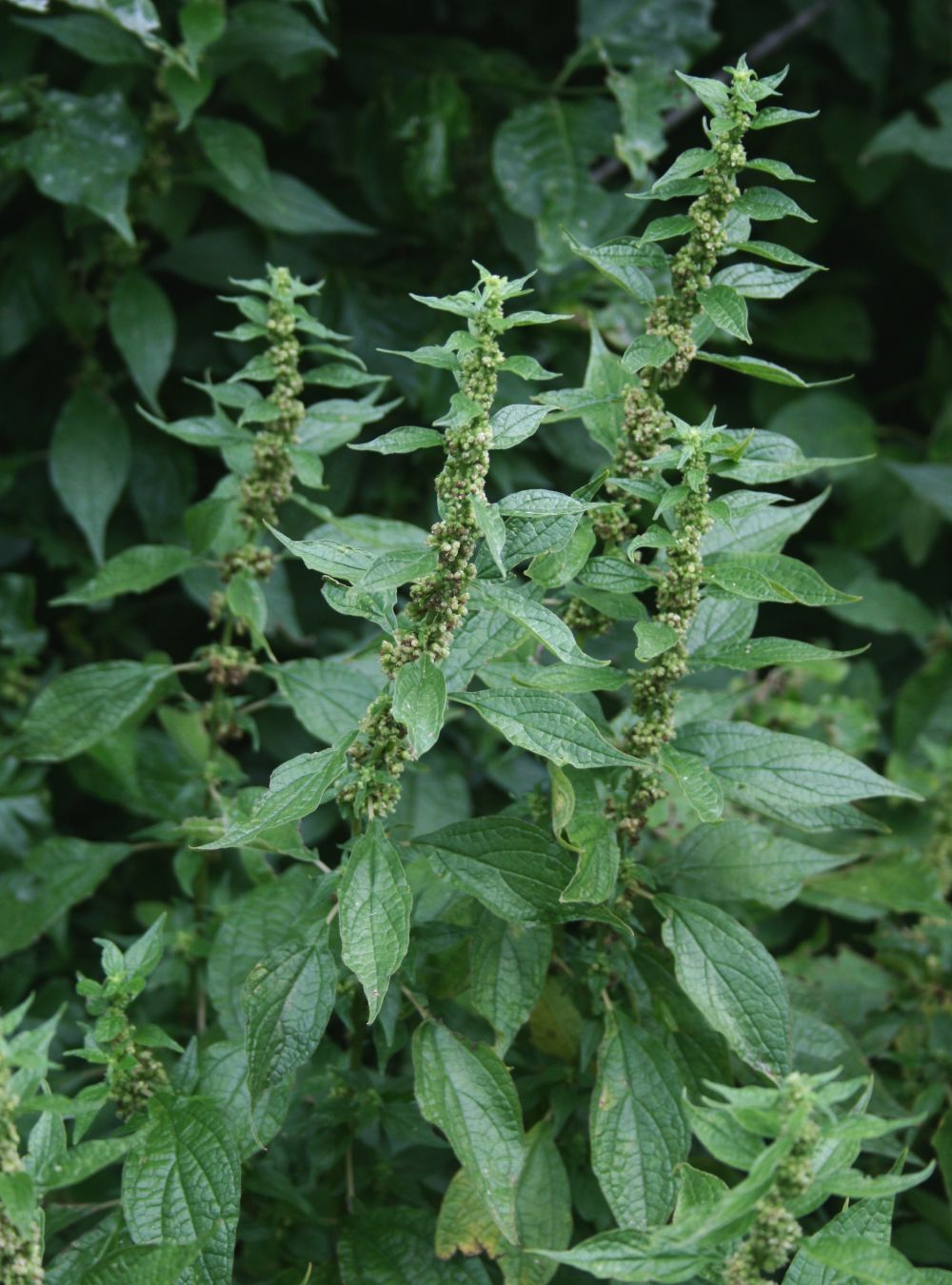
Vista de la planta

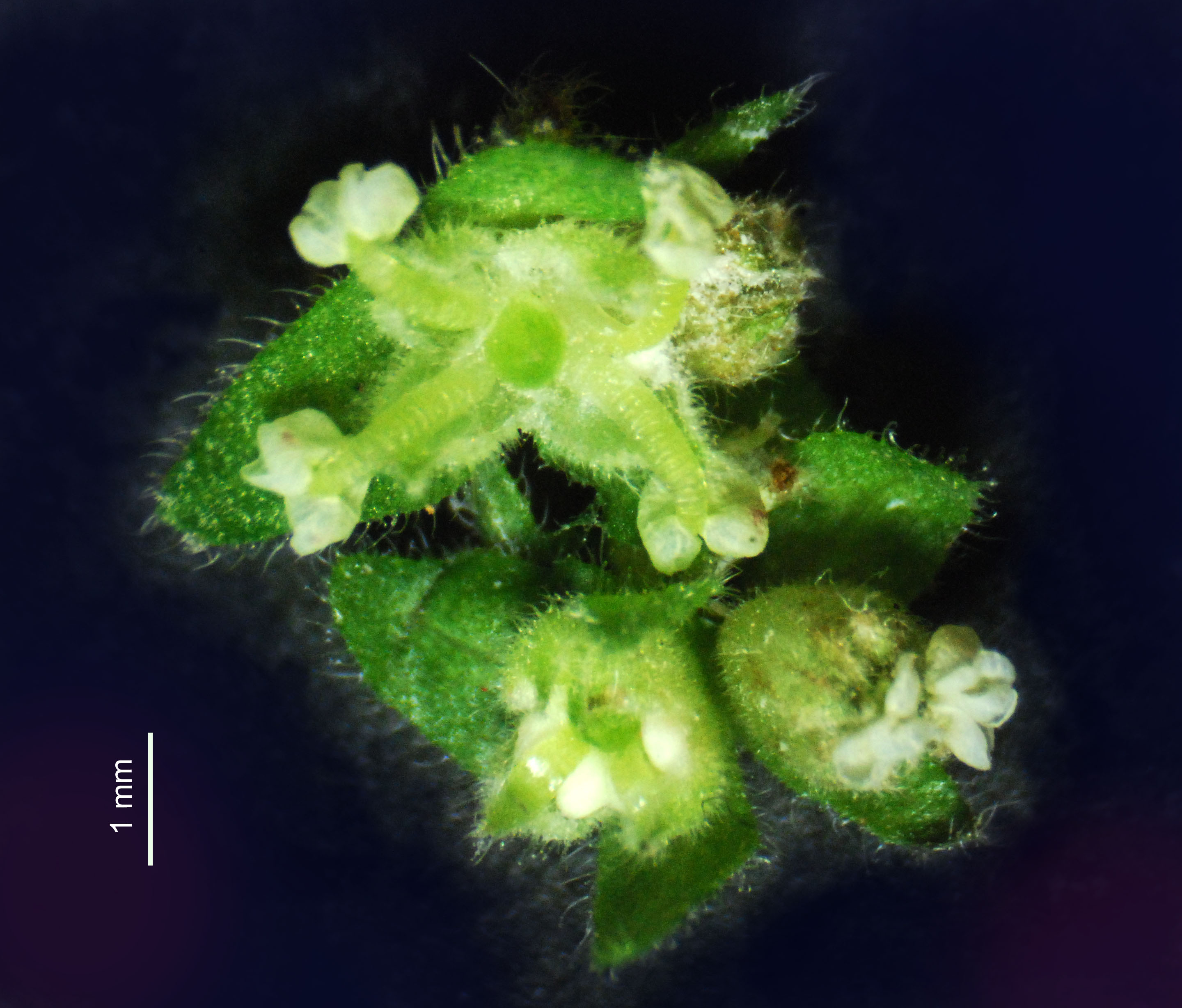
Flores

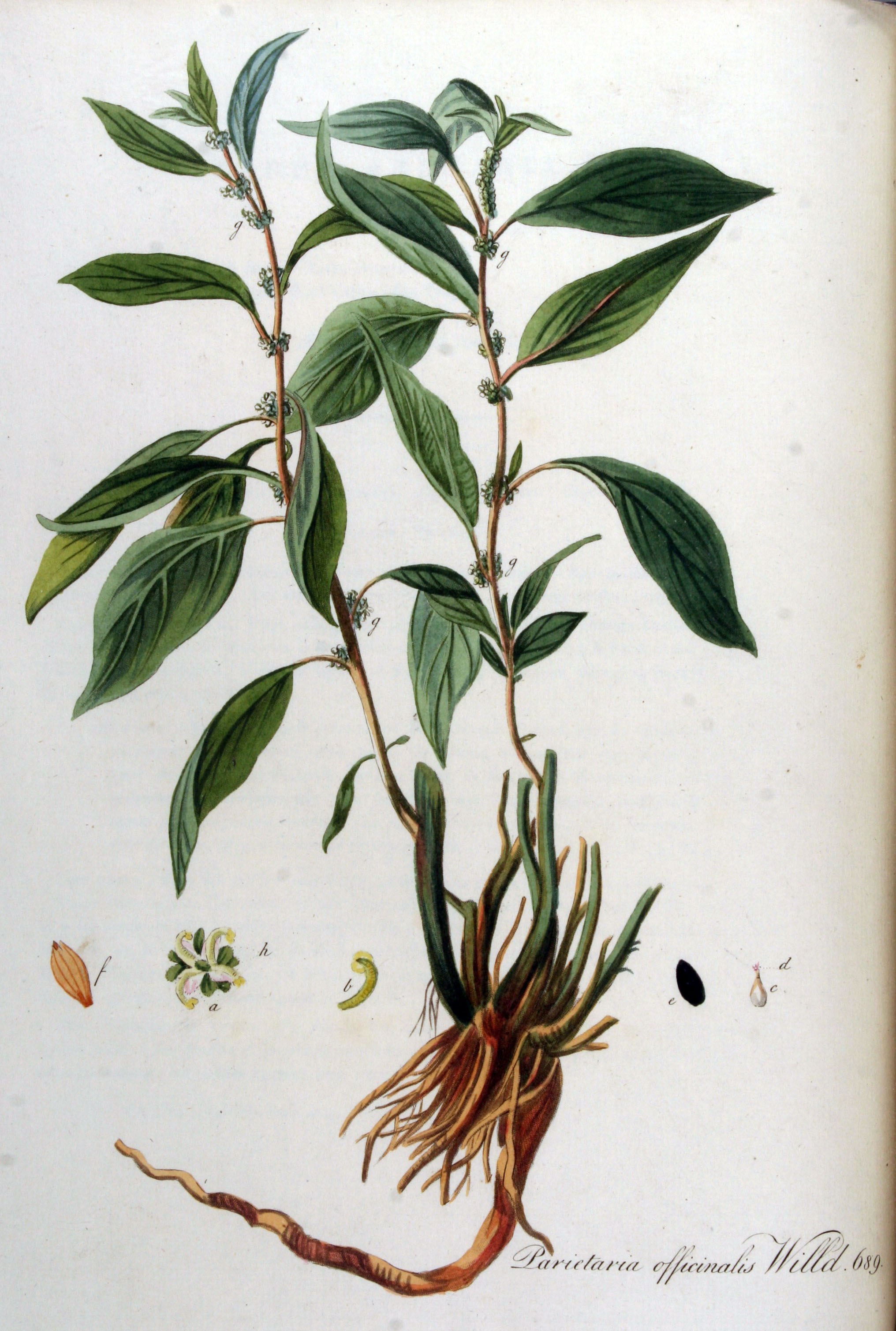
Ilustración en Flora Batava

## Características
Es una planta herbácea perenne con muchas ramas cubiertas de pelillos rugosos. Tiene los tallos de color rojo y alcanza una altura de 70 centímetros. Tiene las hojas color verde oscuro y son de 3 cm de largo por 1,5 cm de ancho, alternas, pecioladas, ovadas y recortadas por los extremos, con pelillos solo en el envés. Las flores son verdosas o blanquecinas y brotan en las axilas de las hojas sin pedúnculos y agrupadas de cinco en cinco formando glomérulos. 
El fruto es un aquenio negro y brillante.

## Propiedades
- Contiene principios amargos, taninos, flavonoides, oxalato cálcico y mucílagos.

## Taxonomía
Parietaria officinalis fue descrita por Carlos Linneo y publicado en Species Plantarum 2: 1052. 1753. 
Etimología
Parietaria: nombre genérico que deriva del término latino paries, -etis ‘muro, pared’, en referencia a las plantas que crecen en los muros.
officinalis: epíteto latíno que significa ‘de uso en herbarios’.
Sinonimia
- Helxine dioscoridis Bubani
- Parietaria erecta Mert. & W.D.J.Koch
- Parietaria erecta Mert. ex W.D.J. Koch[4][5]

## Nombres comunes
- Español: albahaca de culebra, cañarroya, caracolera, hierba del muro, parietaria, vidriola, buscapina.